# Catostomus commersonii
Catostomus commersonii es una especie de peces Cypriniformes de la familia Catostomidae.

## Morfología
Los machos pueden llegar alcanzar los 65 cm de longitud total.

## Distribución geográfica
Se encuentran en Norteamérica.